# Otto Plathner

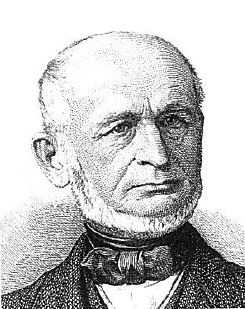
Otto Plathner

Heinrich Otto Leopold von Plathner (* 31. Dezember 1811 in Widzim; † 3. Januar 1884 in Berlin) war ein deutscher Jurist und Politiker.

## Leben
Plathner Eltern waren der Gutsbesitzer, Kammerrat und Generaladministrator der fürstlich oranisch-nassauischen Güter im Großherzogtum Warschau Georg August Ludwig Plathner (1781–1859) und Leopoldine Henriette Rosalie geb. Hoffmann-Scholtz (1791–1870).
Otto besuchte von 1822 bis 1828 das Friedrichs-Gymnasium in Breslau. Danach studierte er bis 1830 Rechtswissenschaften an der Universität Breslau und ging anschließend bis 1831 an die Universität nach Berlin. Er bestand 1831 die Auskultatorprüfung und trat in den preußischen Staatsdienst ein. Zunächst wirkte er am Patrimonialgericht in Kamenz und 1832 am Stadtgericht Breslau. Von 1833 bis 1834 war er Referendar in Schweidnitz und 1834 am Oberlandesgericht in Breslau. Es folgten weitere Einsatzorte wie Zobten, Jauer, Ratibor, Görlitz, Sprottau, Groß Salze und Halberstadt.
Vom 18. Mai 1848 bis zum 20. Mai 1849 war er Abgeordneter für Halberstadt in der Frankfurter Nationalversammlung. Plathner war Mitglied der Casino-Fraktion. Von Oktober 1848 bis Januar 1849 fungierte er als Schriftführer des Parlaments. 1849 nahm er an der Gothaer Versammlung teil, 1850 war er Abgeordneter im Erfurter Unionsparlament. 1867 war er liberaler Kandidat bei den Wahlen zum preußischen Abgeordnetenhaus im Wahlkreis 100 (Breslau 9), konnte das Mandat aber nicht erringen.
Ab 1849 wirkte er als Stadtgerichtsrat in Breslau, 1858 wechselte er als Kammergerichtsrat nach Berlin, 1868 als Obertribunalrat und 1879 als Reichsgerichtsrat nach Leipzig. Er war als Richter dem IV. Zivilsenat zugewiesen.
Am 21. Oktober 1881 wurde er von der Universität Leipzig zum Ehrendoktor ernannt. Am 18. Januar 1870 wurde er mit dem Roten Adlerorden 4. Klasse, am 18. Januar 1879 mit der 3. Klasse und am 21. Oktober 1881 mit der 2. Klasse mit Eichenlaub ausgezeichnet. Am 1. Oktober 1882 erfolgte seine Pensionierung. Er starb unverheiratet.

## Werke
- Die Familie Plathner. Der Familie gewidmet. Jansen, Berlin 1866, Digitalisat.

Er war Verfasser juristischer Schriften, unter anderem ‚‘Beurtheilung des Entwurfs des Strafgesetzbuchs für die Preußischen Staaten durch Vergleichung mit dem Allgemeinen Landrecht, dem Code pénal und dem österreichischen Strafgesetzbuch (Berlin 1844)‘‘ und war Mitarbeiter der Juristischen Wochenschrift.